# Pfarrkirche Güttenbach

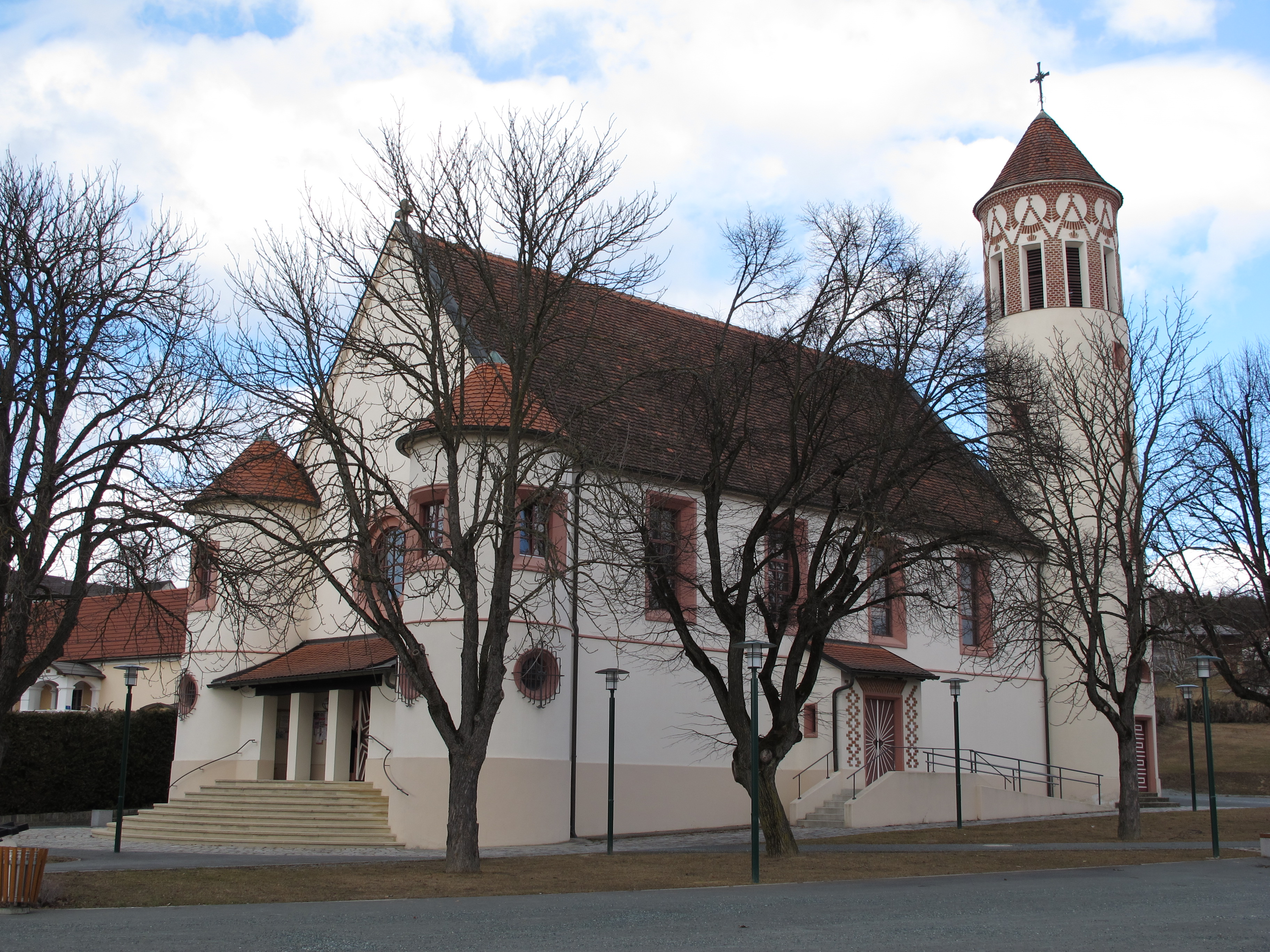
Pfarrkirche Güttenbach

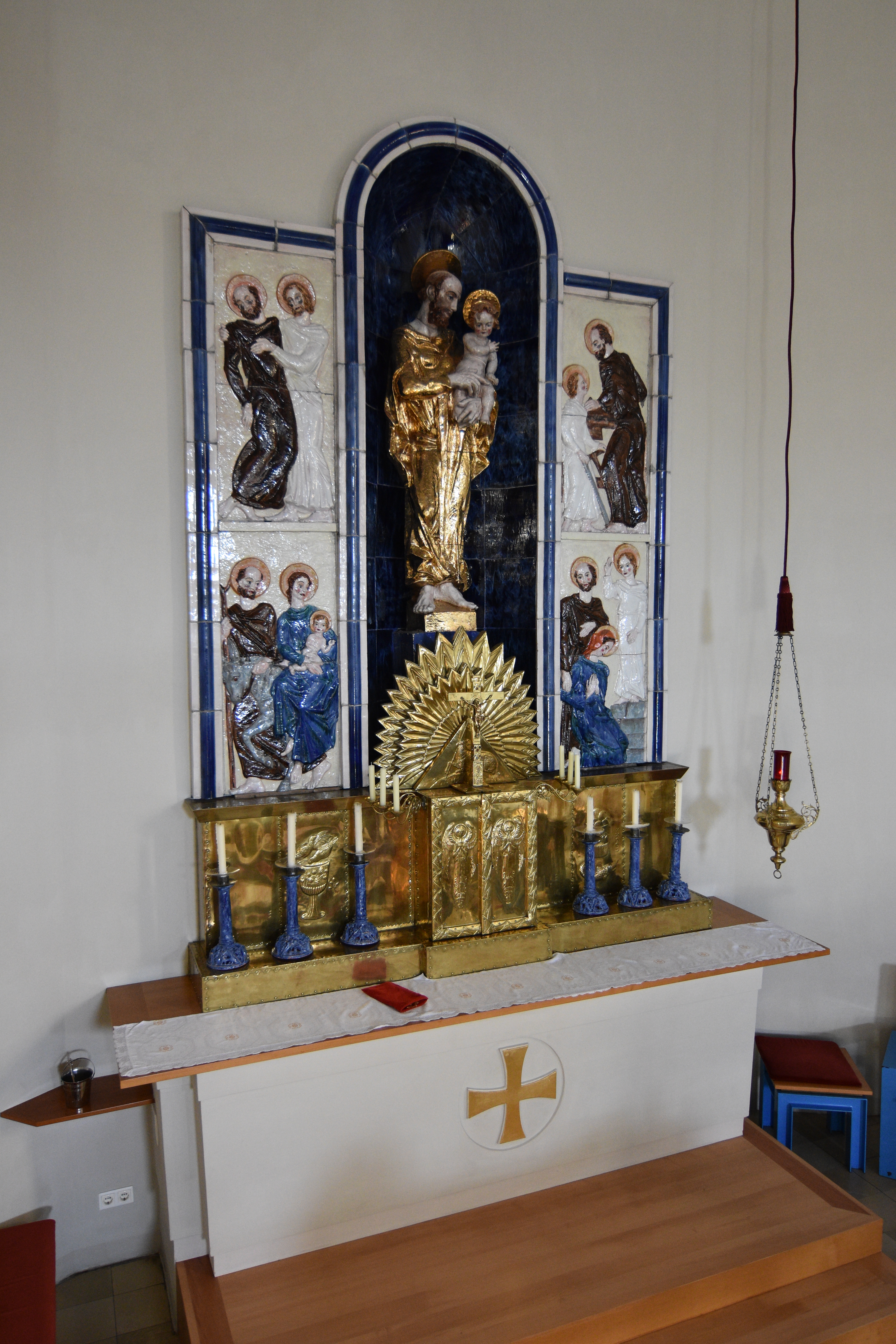
Altar

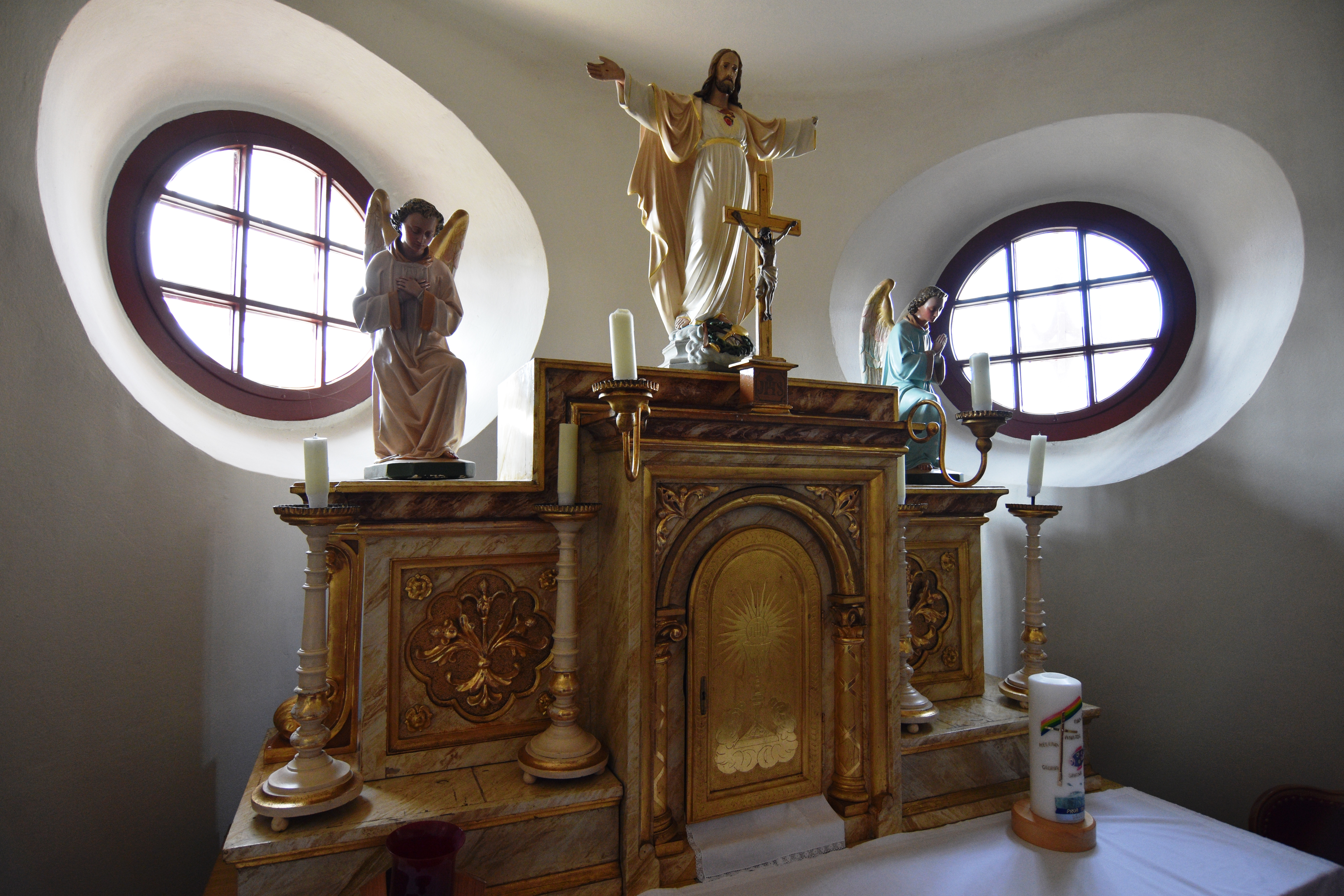
Seitenaltar

Die römisch-katholische Pfarrkirche Güttenbach steht in der Ortsmitte von Güttenbach (kroatisch: Pinkovac) im Bezirk Güssing im Burgenland. Sie ist dem heiligen Josef gewidmet und gehört zum Dekanat Güssing in der Diözese Eisenstadt. Das Gebäude steht unter Denkmalschutz (Listeneintrag).

## Geschichte
Die Bewohner von Güttenbach errichteten im Jahr 1763 eine Kapelle, die dem hl. Patrizius gewidmet wurde. In den Jahren 1837 bis 1838 wurde sie um ein Schiff und einen Turm vergrößert. Schon vor dem Ersten Weltkrieg war die kleine Kirche zu klein geworden. Jedoch wurde durch diesen Krieg jegliche Bautätigkeit auf später verschoben. Erst 1928 wurde beschlossen, in Güttenbach eine neue große Kirche zu errichten.
Bis 1847 gehörte Güttenbach kirchlich zu St. Michael, danach zur Pfarre Neuberg. 1968 wurde Güttenbach eine eigene Pfarre.
2017 wurde die Pfarrkirche innen und außen saniert.

## Architektur und Ausstattung
Die heutige Kirche wurde in den Jahren 1929 bis 1930 nach den Plänen des Dombaumeisters und Architekten Karl Holey erbaut.
Sie ist ein hoher, einschiffiger Bau mit einem runden, im Obergeschoß ornamentierten Turm mit Kegeldach. Zum Südwestportal führt eine breite Freitreppe, die von zwei Rundtürmchen flankiert wird. Der Innenraum hat ein Tonnengewölbe mit hochgeschobenem Spiegel.
Das Inventar stammt aus der Bauzeit. Am Hochaltar befindet sich der hl. Joseph und ein Tabernakel aus Messing. Altar und Kreuzwegstationen bestehen aus farbiger Majolika. Die Orgel mit 7 Registern wurde 1954 von Gebrüder Krenn aus Graz errichtet.